# St. Nikolaus (Constappel)

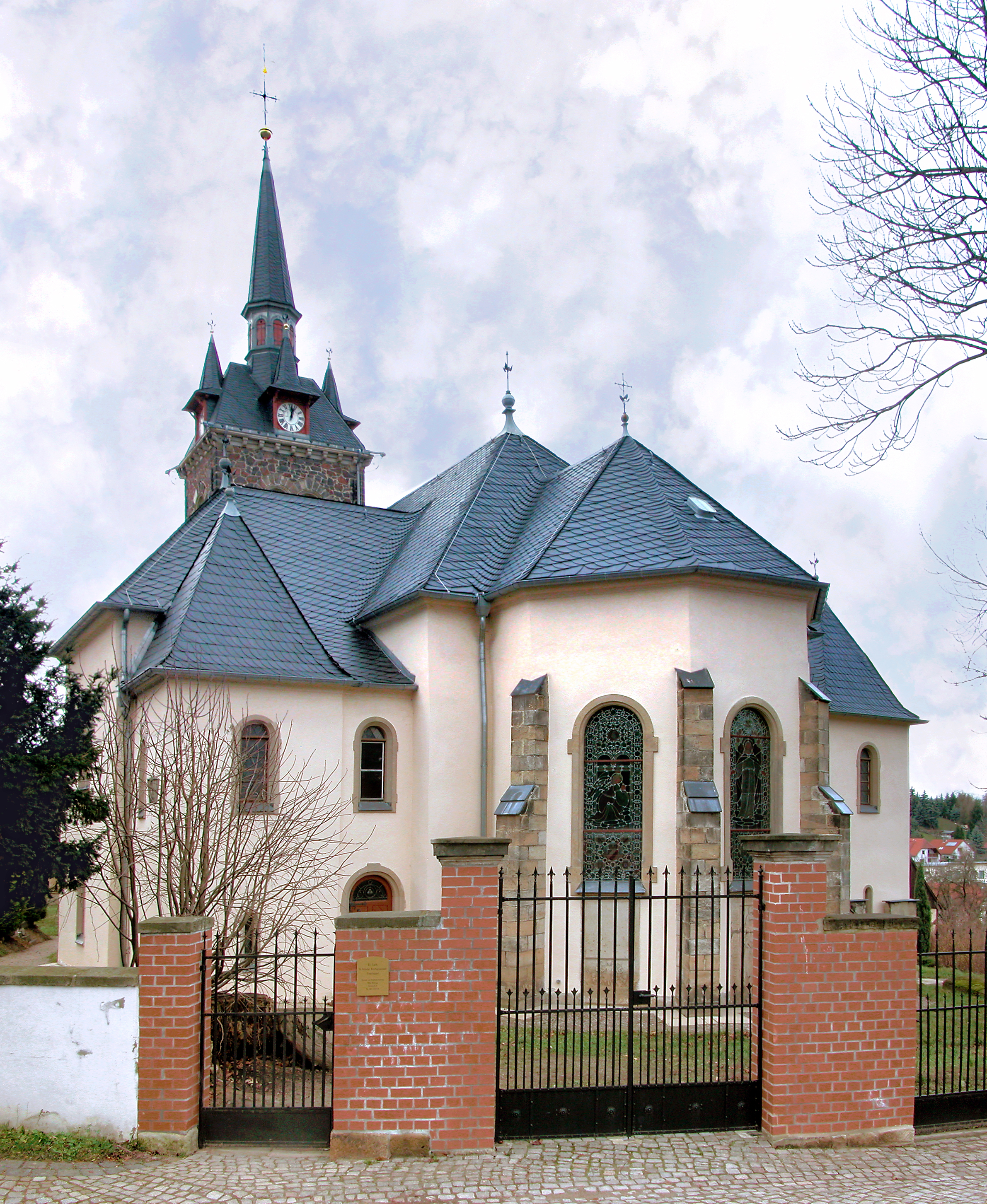
St. Nikolai (Constappel)

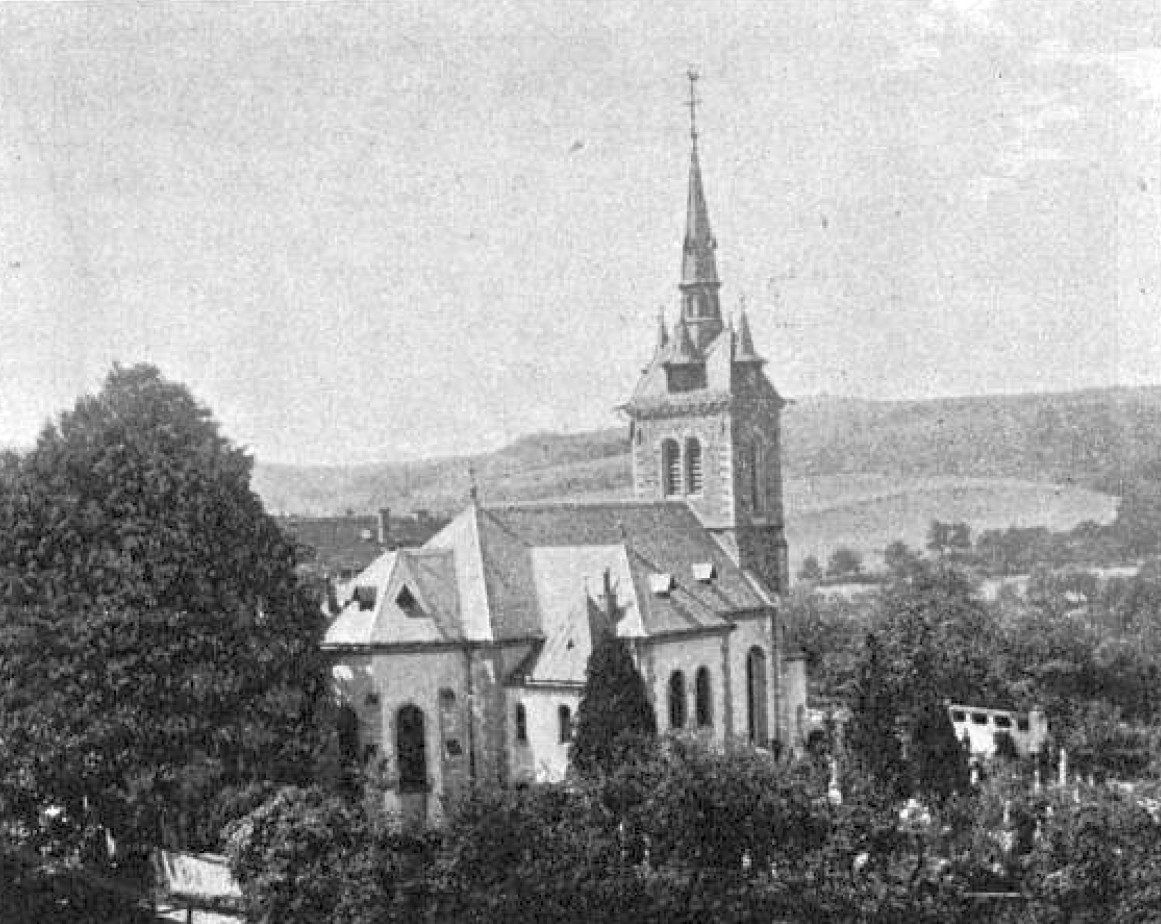
Ansicht der Kirche um 1902

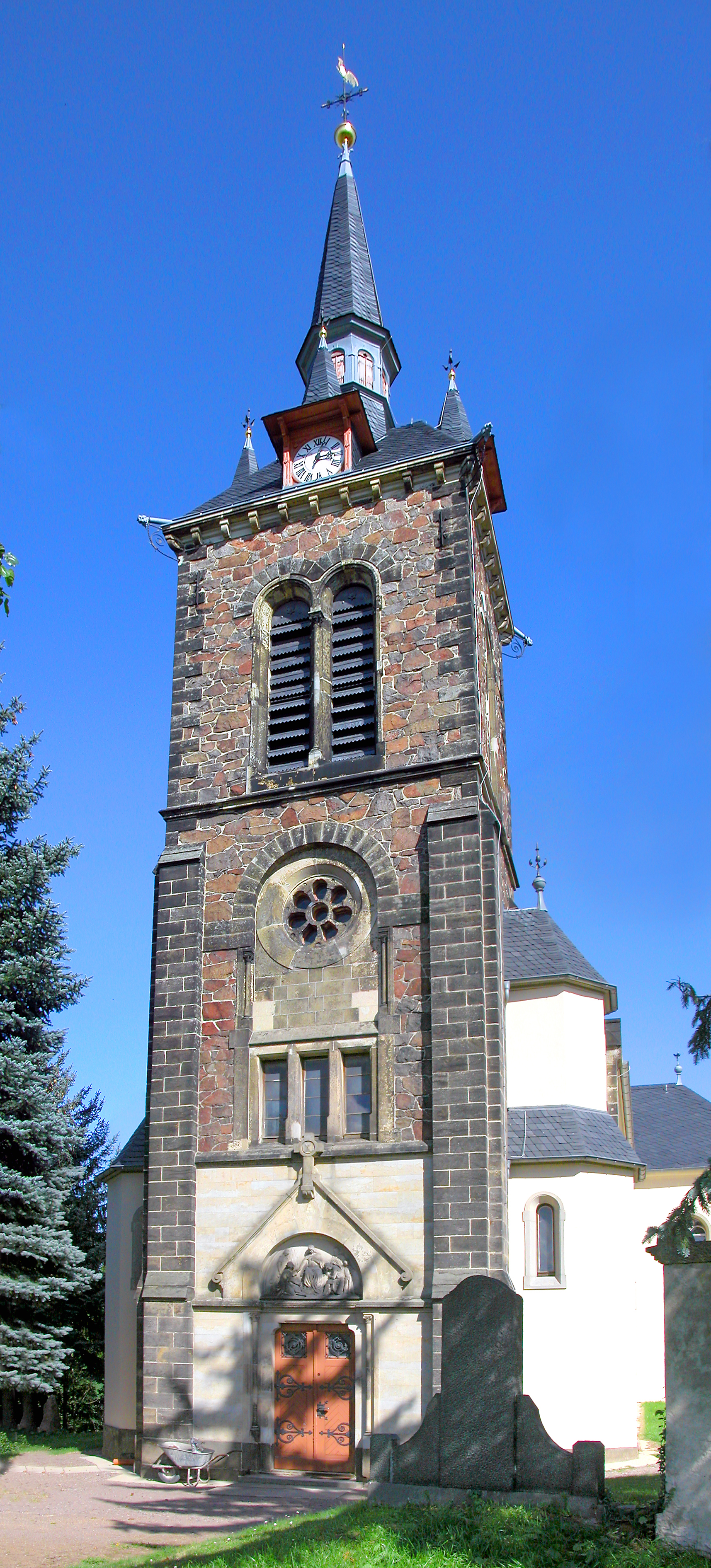
Turm

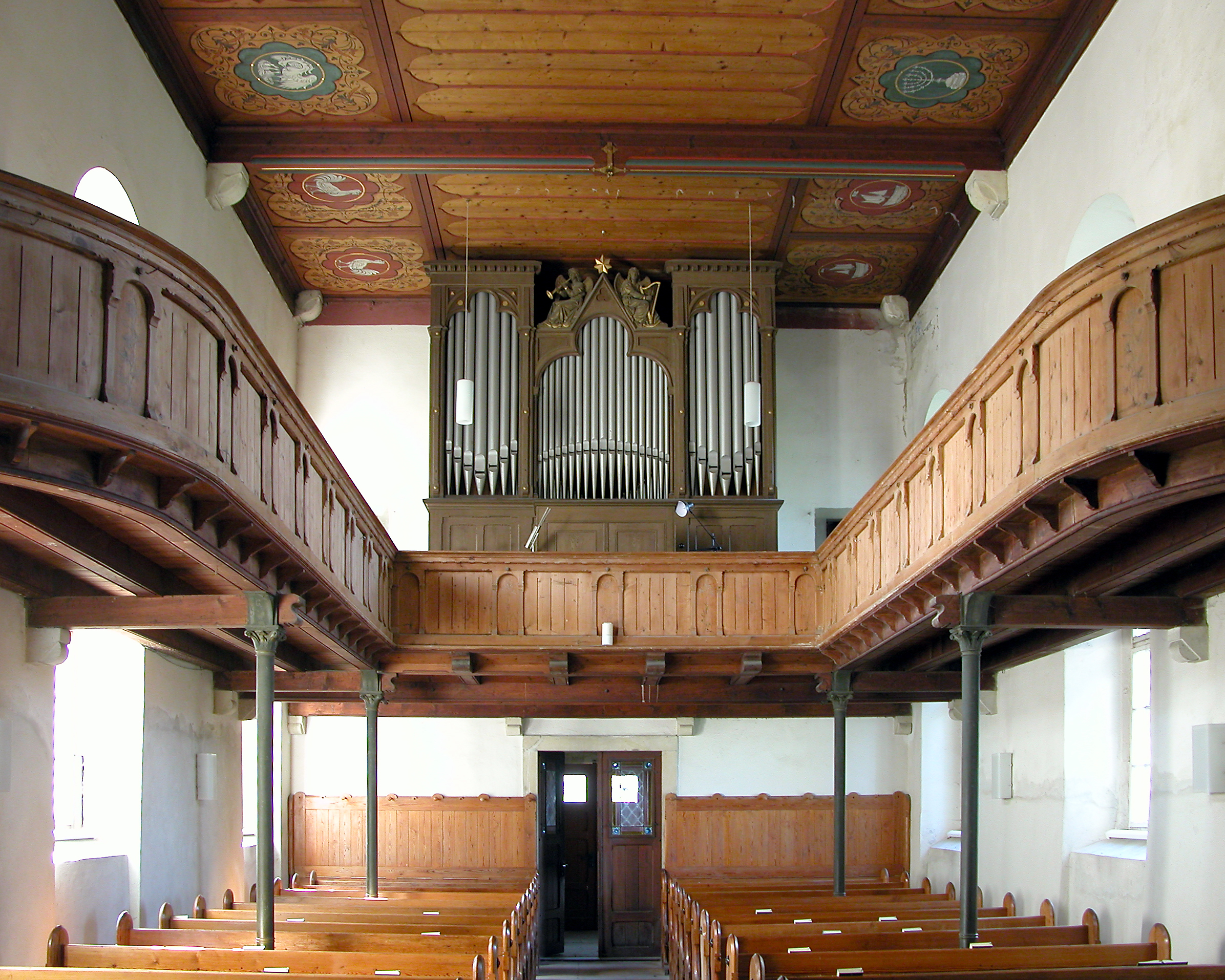
Innenansicht nach Westen

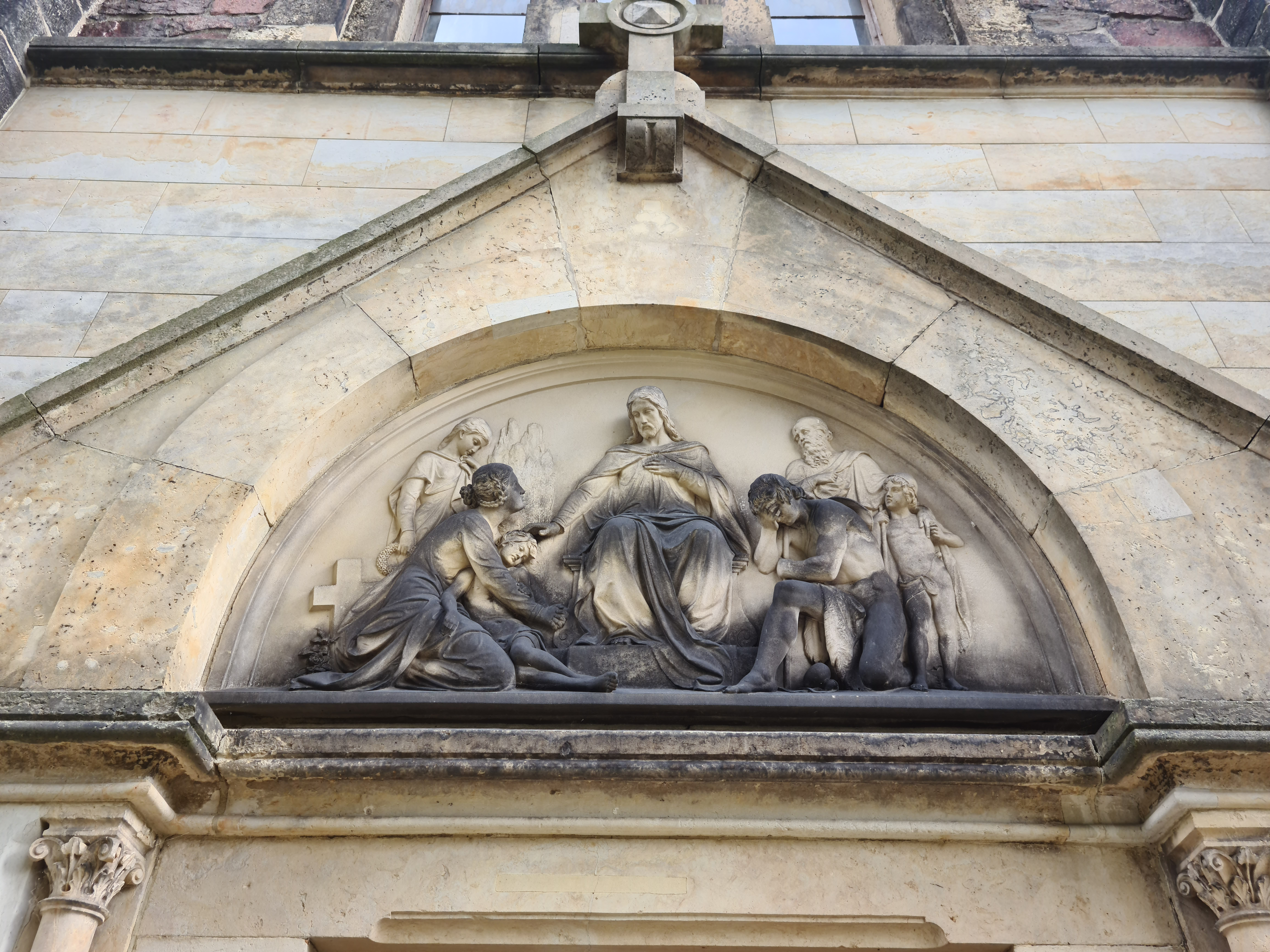
Relief an der St.-Nikolaus-Kirche (Constappel), Westportal

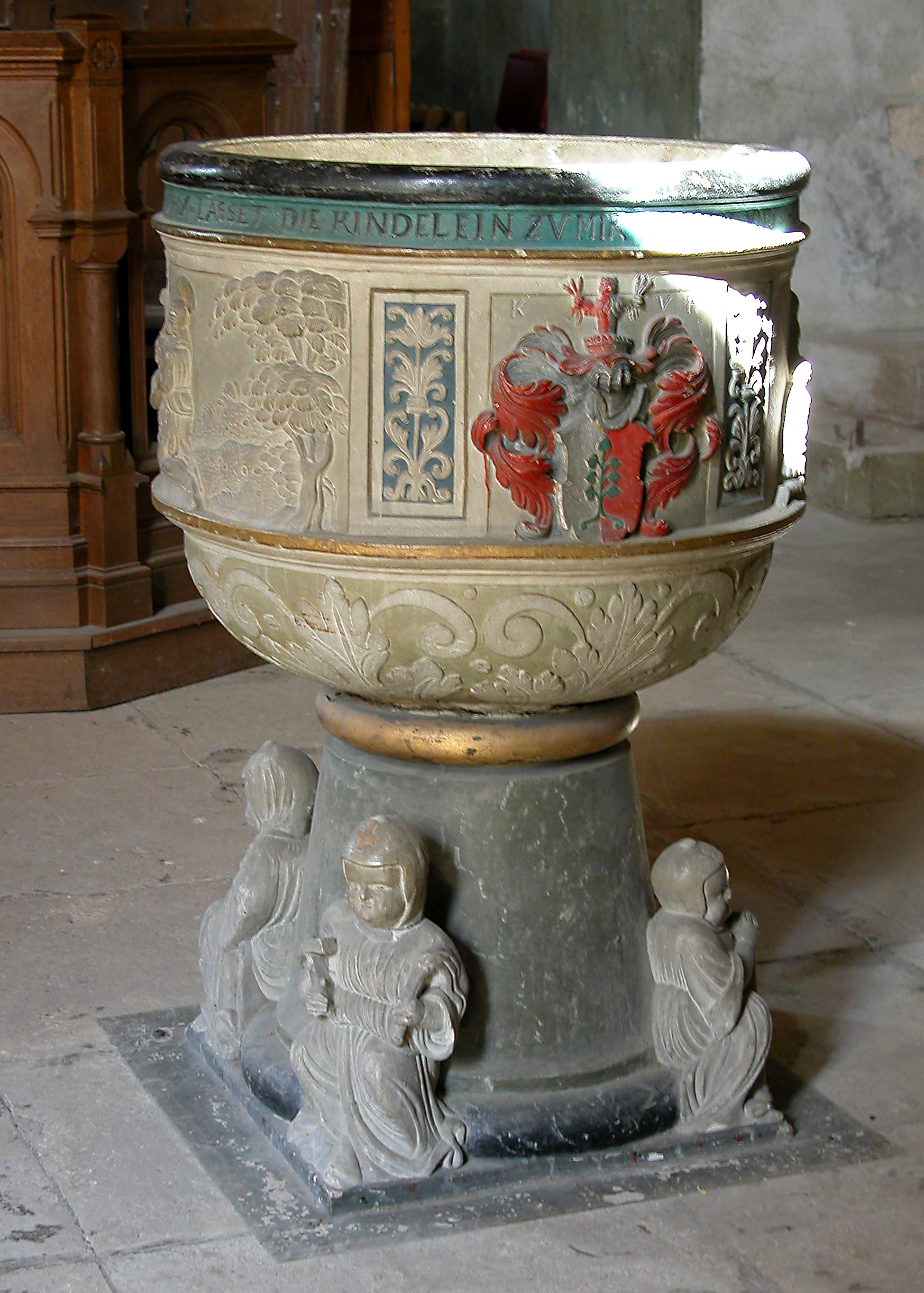
Taufstein

Die evangelische Dorfkirche St. Nikolaus ist eine im Kern romanische, neuromanisch umgestaltete Saalkirche im Ortsteil Constappel von Klipphausen im Landkreis Meißen in Sachsen. Sie gehört zur Kirchgemeinde in den linkselbischen Tälern in der Evangelisch-Lutherischen Landeskirche Sachsens.

## Geschichte und Architektur
Die evangelische Pfarrkirche geht auf eine seit dem 12./13. Jahrhundert vorhandene, auf einer Anhöhe südlich über dem Dorf gelegene ehemalige Wallfahrtskirche zum heiligen Nikolaus zurück. Die Längswände des Saalbaus sind im Wesentlichen romanisch. Die ungewöhnliche kreuzförmige Erweiterung durch gleichartige Seitenarme nach Süden und Norden erfolgte vermutlich um 1500. In den Jahren 1884/1885 erfolgte ein umfassender Um- und Ausbau der Kirche nach Plänen von Bernhard Schreiber in überwiegend neuromanischen Formen. Die verschiedenen Anbauten sind symmetrisch angeordnet. Dabei wurde die Apsis an den Chor angefügt, der Westturm neu erbaut, die Außenwände erhöht und das Satteldach neu erbaut. Gleichzeitig wurde das Innere durch Dresdner Künstler neu gestaltet.
Die Kirche ist ein Putzbau mit Rundbogenfenstern, am Saal sind querhausartige zweigeschossige Anbauten nach Süden und Norden angebaut, jeweils mit einem östlich vorgelegten Treppentürmchen von 1885. Im Obergeschoss des Südanbaus sind Maßwerkfenster in Sandstein eingebaut, mit den Wappen des Balthasar von Ziegler († 1474) und seiner Gemahlin Elisabeth von Lüttichau († 1511) an der Sohlbank. Die Chorapsis stammt von 1885, ist polygonal geschlossen und mit Strebepfeilern und großen Rundbogenfenstern versehen. Der Westturm wird südlich und nördlich begleitet von Treppentürmchen, die zum größten Teil in unverputztem Bruchsteinmauerwerk ausgeführt sind, sein oberer Abschluss ist mit Uhrerkern auf dem Walmdach und darüberliegender Laterne und Spitze gestaltet. Am Westportal befindet sich ein Steinrelief von Emil Huber mit der Darstellung Christi, der die Mühseligen und Beladenen einlädt (Mt 11,28 ). Ausgeführt wurden die Bildhauerarbeiten von Franz Schwarz.
Im Innern ist das Bauwerk flach gedeckt, die Decke ist bemalt mit symbolischen Darstellungen, die Seitenarme schließen rechteckig; im linken ist ein kapellenartiger Raum, darüber die Herrschaftsempore der Fürsten Schönburg eingerichtet, im rechten befindet sich die Sakristei, darüber eine weitere Empore. Im Westteil des Saals sind an drei Seiten hölzerne Emporen über Eisenstützen angeordnet, ihre Brüstungen waren einst bemalt. Ein großer Rundbogen vermittelt zum eingezogenen Chor, der in der Apsis mit Rippengewölbe abschließt. Das Innere wurde 1889 durch Wilhelm Walther stark farbig ausgemalt; am Gewölbe ist ein goldener Sternenhimmel vor blauem Grund, in der Bogenlaibung sind Darstellungen der Heiligen Petrus und Paulus sowie von Engeln, an der Bogenstirn des Moses und des Elias zu sehen; die figürlichen Malereien sind eingebunden in Architekturmalerei. Auf diese Raumfassung beziehen sich die Glasgemälde der drei rundbogigen Chorfenster mit Darstellungen aus der Offenbarung des Johannes nach Kartons von Anton Dietrich, die um 1889 von Bruno Urban ausgeführt wurden.

## Ausstattung
Im kleinen Altaraufsatz von 1885 ist ein Tafelbild mit einer Darstellung der Beweinung Christi des 16. Jahrhunderts aus der Schule Lucas Cranach des Jüngeren zu sehen, das 1863 stark restauriert wurde. Es zeigt links Johannes, rechts Maria, die den toten Christus in das Leichentuch betten, assistiert von einer Gruppe von vier weinenden Frauen und zwei Männern, letztere stellen vermutlich Simon von Cyrene und Josef von Arimathia dar. Die Tafel war ursprünglich von größerem Format; der Altaraufsatz wird überragt von einem Kruzifix von Rudolph Hölbe. Die Ausmalung des Chors, seine Glasgemälde und sein Altar verleihen diesem Raumteil den Charakter eines Sanktuariums. Der Taufstein aus Sandstein wurde 1583 geschaffen und zeigt an der Kuppa Reliefs mit Darstellungen der Geburt und der Taufe Christi; zur theologischen Aussage des Steins gehören vier kleine Skulpturen von Kindlein in Totenhemdchen an seinem Fuß, welche Leidenswerkzeuge Christi vorweisen, am oberen Teil des Steins sind Wappen derer von Ziegler und derer von Beschwitz, die Inschrift „Lasset die Kindlein zu mir kommen“ (Mt 19,14 ) sowie die Jahreszahl 1583 angeordnet.
Die hölzerne Kanzel im Schiff stammt aus der Zeit um 1885, die Evangelistenbilder am Kanzelkorb wurden von Karl Gottlob Schönherr gemalt. Im Chor an den Wänden hängen zwei Tafelbilder mit überlebensgroßen Bildnissen der Reformatoren Philipp Melanchton und Martin Luther, die als Kopien des 17. Jahrhunderts nach Originalen Lucas Cranach des Älteren von den Grafen Zinzendorf auf Gauernitz an ihre Patronatskirche verschenkt wurden, weiterhin zwei schmale Tafelbilder, ehemals Flügel eines Altars, mit Darstellungen des Ecce homo und der Marienklage vom Anfang des 16. Jahrhunderts.
An der Apsis sind außen Grabdenkmäler in Sandstein der Elisabeth von Pflugk († 1614) mit Inschrift und Wappen, der Elisabeth von Ziegler († 1501) mit Reliefbildnis, des Caspar von Pflugk († 1609) mit Inschrift und Wappen zu finden, am nördlichen Anbau des Caspar von Pflugk († 1599) mit einer Reliefdarstellung des als Jüngling Verstorbenen, eines Mädchens († 1596) mit Reliefbildnis, des Balthasar von Ziegler († 1474) mit Wappen, der Katharina von Ziegler († 1588) mit Reliefbildnis sowie des Christof von Ziegler († 1583) mit Reliefbildnis des Verstorbenen in Prunkrüstung. An der Südseite des Saals befindet sich die Grablege der Fürsten Schönburg-Waldenburg auf Gauernitz.
Die Orgel ist ein Werk der Firma E. F. Walcker & Cie. aus dem Jahr 1885 mit 13 Registern auf zwei Manualen und Pedal.

## Pfarrer seit 1548
Pfarrer / Geistliche
- 1548 – Starke, Kaspar
- 1548 – Teich, Georg
- 1552 – Döring, Gregor
- 1560 – Naumann, Benno
- 1578 – Franke, Heinrich
- 1618 – Jahn, Johann Noah d. Ä.
- 1645 – Junghans, Heinrich
- 1664 – Höpner, Johann Christoph
- 1671 – Schuster, August
- 1703 – Burghardt, Johann Gottlieb
- 1710 – Barthel, Johann Andreas
- 1720 – Grieser, Johann Christoph
- 1724 – Franke, Johann Christian
- 1729 – Fischer, Johannes
- 1743 – Müller, Daniel
- 1772 – Martini, Johann Nikolaus
- 1789 – Schmidt, Christian Gottlieb
- 1801 – Geucke, Karl Friedrich Viktor
- 1817 – Heege, Johann Gottfried
- 1838 – Grützner, Heinrich Ernst
- 1859 – Rudel, Friedrich Otto
- 1881 – Schüttoff, Ehregott Hermann
- 1919 – Planert, Franz Friedrich Bernhard
- 1961 – Schulze, Johannes[2]